# 川口琢司
川口 琢司（かわぐち たくし、1959年 - ）は、東洋史学者。
北海道生まれ。1982年北海道大学文学部史学科卒業。1993年同大学院文学研究科博士後期課程単位取得退学。1995‐97年財団法人東洋文庫奨励研究員。2006年「ティムール帝国前半期の研究」で北大文学博士。藤女子大学兼任講師。

## 著書
- 『ティムール帝国支配層の研究』北海道大学出版会、2007年
- 『ティムール帝国』講談社選書メチエ、2014年

## 参考
- [ISBN 978-4-06-258573-6]